# Hans Gstöttner
Hans Gstöttner (Halle, 2 de diciembre de 1967) es un deportista alemán que compitió en lucha libre. Ganó una medalla de bronce en el Campeonato Mundial de Lucha de 1994 y cuatro medallas en el Campeonato Europeo de Lucha entre los años 1988 y 1994.
Participó en dos Juegos Olímpicos de Verano, ocupando el cuarto lugar en Barcelona 1992 y el octavo lugar en Seúl 1988.

## Palmarés internacional
| Representando a la RDA   |                          |                   |           |
| Campeonato Europeo       |                          |                   |           |
| Año                      | Lugar                    | Medalla           | Categoría |
| 1988                     | Mánchester (Reino Unido) | Medalla de plata  | 82 kg     |
| 1990                     | Poznań (Polonia)         | Medalla de oro    | 82 kg     |
| Representando a Alemania |                          |                   |           |
| Campeonato Mundial       |                          |                   |           |
| Año                      | Lugar                    | Medalla           | Categoría |
| 1994                     | Estambul (Turquía)       | Medalla de bronce | 82 kg     |
| Campeonato Europeo       |                          |                   |           |
| Año                      | Lugar                    | Medalla           | Categoría |
| 1991                     | Stuttgart (Alemania)     | Medalla de plata  | 82 kg     |
| 1994                     | Roma (Italia)            | Medalla de bronce | 82 kg     |